# Pouilly-sous-Charlieu
Pouilly-sous-Charlieu è un comune francese di 2 643 abitanti situato nel dipartimento della Loira della regione dell'Alvernia-Rodano-Alpi.

## Società

### Evoluzione demografica
Abitanti censiti

## Amministrazione

### Gemellaggi
- Candiolo, dal 2007[2]